# Серенева воденица
Сереневата воденица (на гръцки: Νερόμυλος Σερένη) е възрожденско съоръжение в костурското село Нестрам (Несторио), Егейска Македония, Гърция.
Воденицата е изградена в XIX век. Има два воденични камъка. Реставрирана е в оригиналния си вид. Воденицата се използва като изложбено пространство.